# Billboard Vietnam Hot 100

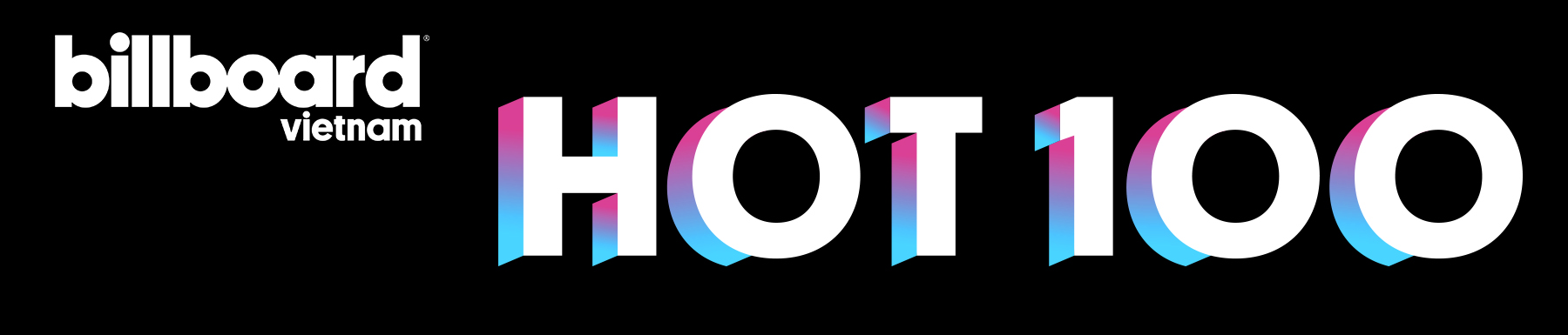
Biểu trưng bảng xếp hạng

Billboard Vietnam Hot 100 là bảng xếp hạng âm nhạc tiêu chuẩn hằng tuần được tạp chí âm nhạc Billboard Việt Nam, trực thuộc Billboard tổng hợp. Được ra mắt vào ngày 14 tháng 1 năm 2022, đây được xem là bảng xếp hạng "uy tín" đầu tiên của ngành công nghiệp âm nhạc tại Việt Nam. Cùng với Billboard Vietnam Hot 100, tạp chí cũng công bố bảng xếp hạng Billboard Vietnam Top Vietnamese Songs. Đây là bảng xếp hạng chỉ đánh giá và công bố các bài hát tiếng Việt thay vì mọi thể loại âm nhạc như Hot 100. "Mang tiền về cho mẹ" là bài hát đầu tiên đạt vị trí quán quân trên cả hai bảng xếp hạng, trong tuần công bố vào ngày 14 tháng 1 năm 2022.

## Phương pháp xếp hạng
Thứ hạng các bài hát được dựa trên công thức tính điểm bao gồm lượng phát trực tuyến của các ca khúc được phát hành chính thức trên các dịch vụ âm nhạc như Spotify, Apple Music, và lượt xem video âm nhạc trên YouTube, cũng như lượt tải kỹ thuật số trả phí sản phẩm trên các nền tảng phân phối nhạc phổ biến tại Việt Nam như iTunes. Trong đó, số lượt nghe trực tuyến được tính cho cả tài khoản đăng ký lẫn người dùng miễn phí trên các dịch vụ nghe nhạc. Toàn bộ số liệu cho Billboard Vietnam Hot 100 được thống kê bởi MRC Data – hệ thống thu thập thông tin đã cung cấp dữ liệu cho việc tính toán các bảng xếp hạng hằng tuần của hệ thống các bảng xếp hạng Billboard trong nhiều năm qua.

## Kỷ lục bài hát
| Số tuần | Nghệ sĩ                             | Bài hát               | Năm     | Nguồn |
| ------- | ----------------------------------- | --------------------- | ------- | ----- |
| 13      | Mono và Onionn                      | "Waiting for You"     | 2022    |       |
| 12      | Jungkook (hợp tác với Latto)        | "Seven"               | 2023    |       |
| 7       | Wren Evans và itsnk                 | "Từng quen"           | 2023    |       |
| 6       | Đen (hợp tác với Nguyên Thảo)       | "Mang tiền về cho mẹ" | 2022    |       |
| 4       | Tăng Duy Tân                        | "Bên trên tầng lầu"   | 2022    |       |
| 4       | Đen và PiaLinh                      | "Nấu ăn cho em"       | 2023    |       |
| 4       | Charlie Puth (hợp tác với Jungkook) | "Left and Right"      | 2022–23 |       |

| Số tuần | Nghệ sĩ                       | Bài hát               | Năm     | Nguồn |
| ------- | ----------------------------- | --------------------- | ------- | ----- |
| 15      | Mono và Onionn                | "Waiting for You"     | 2022    |       |
| 8       | Đen và PiaLinh                | "Nấu ăn cho em"       | 2023    |       |
| 7       | Wren Evans và itsnk           | "Từng quen"           | 2023    |       |
| 6       | Đen (hợp tác với Nguyên Thảo) | "Mang tiền về cho mẹ" | 2022    |       |
| 6       | W/N                           | "Id 072019"           | 2023    |       |
| 5       | Hoàng Thùy Linh               | "Bo xì bo"            | 2022–23 |       |
| 4       | Tăng Duy Tân                  | "Bên trên tầng lầu"   | 2022    |       |
| 4       | Madihu (hợp tác với Vũ)       | "Vì anh đâu có biết"  | 2022    |       |
| 4       | Tlinh, 2pillz                 | "Nếu lúc đó"          | 2023    |       |
| 4       | RPT MCK                       | "Anh đã ổn hơn"       | 2023    |       |

## Kỷ lục nghệ sĩ
| Số bài hát | Nghệ sĩ   | Nguồn |
| ---------- | --------- | ----- |
| 3          | BTS       |       |
| 3          | Đen       |       |
| 3          | Jungkook  |       |
| 2          | K-ICM     |       |
| 2          | Madihu    |       |
| 2          | Blackpink |       |
| 2          | NewJeans  |       |
| 2          | Đức Phúc  |       |
| 2          | Grey D    |       |
| 2          | Karik     |       |

| Số bài hát | Nghệ sĩ         | Nguồn |
| ---------- | --------------- | ----- |
| 4          | Đen             |       |
| 2          | K-ICM           |       |
| 2          | Madihu          |       |
| 2          | Hoàng Thùy Linh |       |
| 2          | Đức Phúc        |       |
| 2          | Grey D          |       |
| 2          | RPT MCK         |       |
| 2          | Tăng Duy Tân    |       |
| 2          | Karik           |       |

| Số tuần | Nghệ sĩ      |
| ------- | ------------ |
| 17      | Jungkook     |
| 13      | Mono         |
| 13      | Onionn       |
| 12      | Latto        |
| 11      | Đen          |
| 7       | Wren Evans   |
| 7       | itsnk        |
| 6       | Nguyên Thảo  |
| 4       | Tăng Duy Tân |
| 4       | Blackpink    |
| 4       | NewJeans     |
| 4       | PiaLinh      |
| 4       | Charlie Puth |

| Số tuần | Nghệ sĩ         |
| ------- | --------------- |
| 16      | Đen             |
| 15      | Mono            |
| 15      | Onionn          |
| 8       | PiaLinh         |
| 7       | Hoàng Thùy Linh |
| 7       | RPT MCK         |
| 7       | Wren Evans      |
| 7       | itsnk           |
| 6       | Madihu          |
| 6       | Nguyên Thảo     |
| 6       | W/N             |
| 5       | Đức Phúc        |
| 5       | Tăng Duy Tân    |
| 5       | Vũ              |
| 4       | 2pillz          |
| 4       | Tlinh           |